# Arthrosaura
Arthrosaura é um gênero de lagartosendêmicos do norte da América do Sul. Atualmente, abrange sete espécies: Arthrosaura kockii, Arthrosaura montigena, Arthrosaura reticulata, Arthrosaura synaptolepis, Arthrosaura testigensis, Arthrosaura tyleri e Arthrosaura versteegi.